# 門司港バスストップ
門司港バスストップ（もじこうバスストップ）は、福岡県北九州市門司区大久保二丁目の関門橋上にあったバス停留所。門司港インターチェンジの料金所に至近であるが、門司港インターチェンジとは別の本線高架橋の上に設けられていた。
かつては福岡市と本州・四国を結ぶ夜行高速バスが多数停車していたが、のちに路線休廃止や停車中止などにより停車路線が減少し、2014年12月18日の出発便よりそれまで当停留所に停車していた5路線が停車しなくなったため、当停留所に停車するバス路線がなくなった。
バス事業者は高速門司港（こうそくもじこう）の名称で案内を行っていた。

## 構造・周辺
県道72号線の通る門司港インター交差点付近の高速道路高架下に小道があり、この小道が上下方向のバス停につながっている。当停留所に停車していたバスはいずれも上り車線側停留所（下関方面）の降車と下り車線側停留所（小倉・福岡方面）での乗車は扱わず、下り車線側は降車専用となっていた。
バス停留所からは和布刈公園の一角にそびえる「世界平和パゴダ」（第二次世界大戦の戦没者の霊を祀った、日本唯一のビルマ様式の寺院・仏塔）が近くに望める。このため出入口付近に旧日本道路公団により「高速道路を歩くことは禁止されています。この道はパゴダに行く道ではありません」というビルマ語・英語・日本語で併記された看板が設置されている。
最寄りバス停は西鉄バス北九州「大久保越」バス停。周辺は住宅地となっている。門司港レトロをはじめとする門司港市街地からは約2km離れており、西鉄バスで10分程度かかる。

## 停車した路線
下記に示す福岡市・北九州市と本州・四国各地を結ぶ各路線が停車していた。いずれも本州・四国方面行きは乗車のみ、北九州・福岡方面は降車のみ可能であった。
以下は最終日（2014年12月18日到着便）まで停車していた路線。
- 福岡・北九州 - 米子・鳥取「大山号」（日本交通・日ノ丸自動車）
- 福岡・北九州 - 出雲・松江「出雲路号」（一畑バス・中国JRバス）
- 福岡・北九州 - 倉敷・岡山「ペガサス号」（西日本鉄道・両備バス・下津井電鉄）
- 福岡・北九州 - 高知「はりまや号」（とさでん交通）
- 福岡・北九州 - 丸亀・高松「さぬきエクスプレス福岡」（西鉄高速バス・四国高速バス）

以下はこれ以前に停車していた路線。
- 福岡・北九州 - 金沢「加賀号」（西日本鉄道・北陸鉄道）
- 荒尾・大牟田・久留米・北九州 - 名古屋「玄海号」（西日本鉄道・名古屋鉄道）
- 福岡・北九州 - 天理・奈良「やまと号」（西日本鉄道・奈良交通）
- 福岡・北九州 - 神戸・大阪・京都「ムーンライト号」（西日本鉄道・阪急観光バス）
- 福岡・北九州 - 姫路・神戸「山笠号」（西日本鉄道・神姫バス）
- 福岡・北九州 - 広島「ミリオン号」（西日本鉄道・広島電鉄）

## 隣
E2A 関門橋
(BS)下関壇之浦BS（休止中） - (PA)壇之浦PA（下り線） - （(38)門司港IC） - (PA)めかりPA（上り線） - (BS)門司港BS - (1)門司IC
E3 九州自動車道
(1)門司IC - (BS)畑BS（休止中）

## 位置情報
- 北緯33度57分04秒 東経130度58分42秒 / 北緯33.95111度 東経130.97833度
- 下関［南東］ - 地理院地図
- 北九州市門司区大久保 西日本高速道路(株)九州支社 関門自動車道門司港料金所 - Google マップ